# Torque on demand
Il sistema Torque On Demand (Trazione a richiesta oppure Trazione secondo necessità) è un dispositivo in grado di distribuire automaticamente la trazione di ciascuna delle quattro ruote di un veicolo, in funzione della loro aderenza al fondo stradale, con lo scopo di garantire la migliore motricità possibile.

## Funzionamento
Il dispositivo riceve informazioni da sensori collegati all'acceleratore, freno e sterzo e rileva costantemente la velocità di rotazione dei 2 assi del veicolo. Nel caso in cui si verifichi una differenze di velocità di rotazione tra l'asse anteriore e l'asse posteriore, il TOD provvede, secondo l'analisi delle informazioni ricevute dai sensori, ad aumentare la trazione sull'asse più lento oppure a diminuire la trazione sull'asse più veloce.
La ripartizione raggiunge il massimo distribuendo il 50% di trazione sull'asse anteriore e 50% su quello posteriore.
A differenza dei veicoli che hanno 2 ruote motrici con l'opzione di poter inserire la trazione integrale fissa, quelli dotati di TOD hanno la peculiarità di beneficiare del 4x4 solo quando necessario e nella quantità necessaria. Questo si traduce in minore usura degli organi di trasmissione non impegnati nella trazione quando non necessario, con relativo risparmio di carburante.
Inoltre, in condizioni stradali normali, garantisce al veicolo l'agilità delle 2 ruote motrici mentre in condizioni di scarsa o difficoltosa aderenza (roccia, sabbia, sterrato, neve o ghiaccio) diventa all'occorrenza un puro 4x4.

## Utilizzo
Il TOD è impiegato nella stragrande maggioranza dei SUV (Sport Utility Vehicle) di ultima generazione che per concezione uniscono le caratteristiche del fuoristrada a quelle dell'auto sportiva.